# Мацоян Сергій Галустович
Мацоян Саргій Галустович (16 жовтня 1931, Гюмрі - 7 жовтня, 2021 Одеса) — кандидат педагогічних наук, професор Одеської музичної академії, академік міжнародної академії мистецтв, Заслужений діяч мистецтв Вірменії, завідувач кафедрою оркестрових струнних інструментів та оперно-симфонічного диригування Одеська національна музична академія ім. А. В. Нежданової, художній керівник симфонічного оркестру Одеська національна музична академія ім. А. В. Нежданової.

## Біографія
Загальну та початкову музичну освіту здобув у рідному місті Гюмрі (колишній м. Ленінакан, Вірменія).
1951—1954 роки строкова служба в армії, 1956—1961, 1966—1968 роки — студент та аспірант Київської консерваторії імені П. І. Чайковського по класу оперно-симфонічного диригування (керівник — професор М. М. Канерштейн).
1961—1967 (за конкурсом) асистент диригента, черговий диригент, в.о. головного диригента симфонічного оркестру Одеської обласної філармонії, викладач консерваторії.
1968—1990 — республіка Вірменія — директор музичного училища (1968—1972 і 1975—1977), завідувач кафедрою, організований ним музичного факультету педагогічного інституту (1972—1975 і 1977—1990).
1968—1990 — художній керівник, організований ним, філармонічного камерного, пізніше симфонічного оркестру, студентських хорів. Постійна робота в Одеській консерваторії, паралельно керівник муніципального симфонічного оркестру та хору міста Гюмрі (Вірменія, 1991—1993).
У 1982 р. захистив дисертацію на тему: «Формування художнього смаку студентів в умовах вищої музично-педагогічної освіти» (Єреван, Вірменія).

## Нагороди
- Республіканський конкурс (Вірменія, 1967, I премія і Золота медаль)
- Республіканський конкурс хорів (Вірменія, 1969, I премія і Золота медаль)
- Всесоюзний фестиваль симфонічних оркестрів (Москва, Росія, 1967, II премія і Срібна медаль)
- Республіканський конкурс хору вчителів (Вірменія, 1969, II премія і Срібна медаль)
- Всесоюзний фестиваль МВС СРСР (Москва, Росія, 1987, II премія)
- Республіканський конкурс хору студентів (Вірменія, 1985, II премія)
- Республіканський конкурс хору студентів (Вірменія, 1979, III премія)
- Республіканський фестиваль хорових колективів (Вірменія, 1983, III премія)
- Орден святих «Саака і Маштоца» (2011)
- Орден «За заслуги» III ступеня (вересень 2013)